# Estanzuela 1.ª Sección
Estanzuela 1.ª Sección es una comunidad que conforma parte del Corredor Viviendistico de Villa Parrilla 1ª. Sección-Playas del Rosario-Pueblo Nuevo de las Raíces y posteriormente a la Zona Metropolitana de Villahermosa-Nacajuca.

## Demografía
Según el Censo de Población y Vivienda 2020, efectuado por el Instituto Nacional de Estadística y Geografía, la localidad de Estanzuela 1.ª Sección tiene 3,613 habitantes, de los cuales 1,776 son del sexo masculino y 1,837 del sexo femenino. Su tasa de fecundidad es de 1.91 hijos por mujer y tiene 1,114 viviendas particulares habitadas.
| Gráfica de evolución demográfica de Estanzuela 1.ª Sección entre 1910 y 2020 |
|                                                                              |
| INEGI.                                                                       |

## Urbanismo
Estanzuela 1.ª Sección anteriormente era una ranchería y La Lima igualmente era un poblado sin embargo debido a la construcción de fraccionamientos y zonas residenciales uniéndose al Corredor viviendistico de Villa Parrilla 1ª. Sección-Playas del Rosario-Pueblo Nuevo de las Raíces de la Zona Metropolitana de Villahermosa-Nacajuca y sus fraccionamientos son:
- Jardines de Estanzuela
- Las Mercedes
- Clara Cordova Moran
- Conjunto Habitacional La Venta

Así mismo también está cerca la comunidad de Parrilla 2 y otros fraccionamientos más en construcción.

## Economía
La comunidad se dedica al comercio en esta parte hay terrenos baldíos que muy pronto serán usados por fraccionamientos nuevos y también cerca de ahí esta Parrilla una comunidad en donde hay un Bodega Aurrera,  2 supermercados más y el centro de distribución CEDIS de Zapatos Andrea y una planta de agua de Bonafont.
La ciudad de Villahermosa crece aceleradamente que de hecho también se construira un Parque Industrial Ixtacomitan del Centro.

## Carreteras
Ahí se está realizando trabajos de ampliación de carreteras de 2 a 4 carriles de Villahermosa-Teapa (ciudad)-Pichucalco para su construcción y realización de la autopista Villahermosa-Tuxtla Gutiérrez sustituyendo la carretera de la Selva Negra cuenta con combis de pasajeros para Parrilla, Playas del Rosario y Pueblo Nuevo de las Raíces.